# Gal·lita
La gal·lita és un mineral de la classe dels sulfurs que pertany al grup de la calcopirita.

## Característiques
La gal·lita és un sulfur de fórmula química CuGaS₂. Cristal·litza en el sistema tetragonal. La seva duresa a l'escala de Mohs es troba entre 3 i 3,5.
Segons la classificació de Nickel-Strunz, la gal·lita pertany a «02.CB - Sulfurs metàl·lics, M:S = 1:1 (i similars) amb Zn, Fe, Cu, Ag, etc.» juntament amb els següents minerals: coloradoïta, hawleyita, metacinabri, polhemusita, sakuraiïta, esfalerita, stil·leïta, tiemannita, rudashevskyita, calcopirita, eskebornita, haycockita, lenaïta, mooihoekita, putoranita, roquesita, talnakhita, laforêtita, černýita, ferrokesterita, hocartita, idaïta, kesterita, kuramita, mohita, pirquitasita, estannita, stannoidita, velikita, chatkalita, mawsonita, colusita, germanita, germanocolusita, nekrasovita, estibiocolusita, ovamboïta, maikainita, hemusita, kiddcreekita, polkovicita, renierita, vinciennita, morozeviczita, catamarcaïta, lautita, cadmoselita, greenockita, wurtzita, rambergita, buseckita, cubanita, isocubanita, picotpaulita, raguinita, argentopirita, sternbergita, sulvanita, vulcanita, empressita i muthmannita.

## Formació i jaciments
Es troba en dipòsits de metalls base amb alt contingut de gal·li. La gal·lita ha estat descrita a partir de mostres de dos jaciments: la mina Kipushi, a Katanga (República Democràtica del Congo) i a la mina Tsumeb, a la regió d'Otjikoto (Namíbia). També ha estat trobada a la província de Pinar del Río (Cuba) i a un parell d'indrets de Bulgària: a la mina Chelopech (Sofía) i a la mina Radka (Pazardzhik).